# Gautama gotra
El gautamá gotra o gautam gotra es un linaje de brahmanes hinduistas, que siguen el Gautam-dharma-sūtra.

## Nombre
- gautama, en el sistema AITS (alfabeto internacional para la transliteración del sánscrito).
- गौतम, en escritura devanagari del sánscrito.
- Pronunciación: /gautamá/ (en sánscrito)[1] y /gautám/ o /gotám/ (en varios idiomas modernos de la India, como el bengalí, el hindí, el maratí o el palí).
- Etimología: ‘descendiente de Gótama’[1]
  - gótama: ‘el mejor toro’
    - go: ‘vaca’
    - tamá: ‘mejor’

## Historia del gautamá gotra
La primera mención a este linaje aparece después del siglo III a. C., en el Jari-vamsa (verso 1788) y posteriormente aparece en textos pravara.